# 谢燕益
谢燕益（1975年3月20日—），男，祖籍广东电白，出生于河北高碑店，中国人权律师，参与代理大量维权案件，包括法輪功案件、為被當局強迫失蹤的維權律師王全璋代理。2018年5月24日，發表〈退出中國律師聲明〉，在中國大陸不結束獨裁、不結束迫害法輪功、打壓基督教及少數民族等、「奴役壓迫人民的現狀」等違反法制的現象以前，「不承認在一個專制社會裡真的存在法治意義上的律師這一職業」。

## 家庭
妻子原珊珊，育有三个子女，目前居住在北京。谢燕益被捕后，在街道、社区和公安的压力下，房东要求她们搬走。

## 維權經歷
2003年提起宪政第一诉，起诉时任国家军委主席江泽民不顾民意违反宪法利用等额选举方式继续担任国家军委主席。2008年发表《和平民主运动研究》积极倡导和平民主理念。多年以来，谢燕益律师作为法律专业人士向有关方面提出数十件法律建议案、公民意见、信息公开公益诉讼案，受到海内外关注。
2015年7月被抓捕，2016年1月被逮捕，起诉罪名为“煽动颠覆国家政权罪”，目前关押在天津市第二看守所。

## 退出律師協會
2018年5月24日，在網上發表〈退出中國律師聲明〉，他指出，中國大陸一天不終結專制獨裁統治、「不結束二戰結束以來最大的人道災難——千千萬萬法輪功學員被持續迫害」、製造冤獄、不結束壓制言論自由、不結束專制特權、奴役壓迫人民的現狀迫害等，「一個人權至上、和平民主、法治的中國沒有初步建立起來以前，不再承認自己是一名中華人民共和國的職業律師，也不承認在一個專制社會裡真的存在法治意義上的律師這一職業。」「但我不會放棄自己的任何公民權利與責任，作為一個法律專業人士，我會秉持良知與專業精神按照自然法和普世原則的指引幫助需要幫助的人，繼續從事人權工作，用自己的智慧與經驗服務社會，在力所能及的範圍內扶助良善、抑制邪惡。」
他也列出當局暴力鎮壓與嚴酷管制維族、藏族同胞，壓制言論自由，新聞審查、封鎖網絡、打壓結社自由、剝奪人民選擇權利等一系列違反法制的現象。
他對未來前景樂觀，「隨著一個人性覺醒、神性復歸時代的到來，專制政權由於自身不斷腐敗墮落，其潰敗瓦解將不可避免，貌似強大的專制機器隨著人們普遍覺醒將轟然倒塌。」